# Solenoptera parandroïdes
Solenoptera parandroïdes är en skalbaggsart som beskrevs av Auguste Lameere 1885. Solenoptera parandroïdes ingår i släktet Solenoptera och familjen långhorningar.
Artens utbredningsområde är Kuba. Inga underarter finns listade i Catalogue of Life.